# 妹尾和夫
妹尾 和夫（せのお かずお、1951年〈昭和26年〉11月17日 - ）は、日本の関西地方を拠点に活動をしているラジオパーソナリティ、タレント。劇団パロディフライ座長。同劇団を運営する芸能事務所、パロディフライ・プロダクション取締役。大阪市大正区鶴町2丁目出身。A型の一人っ子。身長177cm。71～72㎏（2020年時点）。靴のサイズ26.5cm。阪神ファン。ラッキーカラーはピンク。自称「放蕩息子」。喫煙者（20歳から）。趣味はパチンコ中毒を経て、宝くじ（月4万）、ウクレレ。大阪市在住。

## 来歴・人物
北海道出身の両親のもとに生まれる。1961年第2室戸台風の年、妹尾が小5の時に中古の木造の家を買い、リニューアルして大正区鶴町でパン屋を始める。お好み焼き店からの商売替だった。
「一人っ子だから自立心を付けさせたいという両親の親心（本人談）」で天理中学校・天理高等学校に入学し、6年間の寮生活を送る。高校では軟式テニス部に入るが、あまりにも練習が厳しいのと先輩から偉そうな理不尽な怒られ方をするので、夏の合宿で「やめたらあ」と言って半年程でやめたという。学生時代はラグビー活動をしていた（但し、同好会）。また、剣道も一級の腕前である。いずれも、場を盛り上げられるとのことで主将を務めていた。
1970年4月、日本大学文理学部哲学科に入学。6年行った。在学中には学生劇団「劇団あざみ」に所属。中学生時代に出会った教師の影響を受け、大学入学当初は教師を志望していた。しかし大学在学中に木村光一、蜷川幸雄演出の芝居を見たことをきっかけに、本格的に役者を志す。19歳で俳優座の試験に落ち、その後、KBS京都ラジオ『ハイヤングKYOTO』のオーディションも落ちる。その一方で過激派のデモに参加し、「安保粉砕、沖縄返せ!」とシュプレヒコールを上げ、前から3列目で機動隊（「国家権力の手先」と呼んでいた）と戦った。1年から4年までは夏休みに帰って来て、高校野球開催中の甲子園でかち割りを売っていた。東京では専ら神田のキャバレー「ハリウッド」でアルバイトをしていた（主に厨房）。在学中、23歳で西野バレエ団ダンサーでステッカーズのメンバーの女性と結婚、新阪急ホテルで披露宴。新婚旅行は、ハワイとロサンゼルス（ディズニーランドなど）に行った。ロス2日目の夜には、ダウンタウンサンセット77通りあたりで一緒にストリップを楽しんだ。25歳で離婚し、北海道の親戚の牧場で6ヵ月過ごし、敗北感を感じつつ大阪に戻った。家業のパン屋（後に廃業）を3年間手伝うも、芝居の面白さを忘れられず、26歳でMC企画に所属（16年）、役者を中心にタレント活動、結婚式の司会を開始。20代で、ラジオでレギュラーを持った。
28歳の時、友人とコントグループ「パロディフライ」を結成。
青山にあった東京事務所で、スネークマンショーを聴いていて「これくらいのこと俺たちにもできる」と思いコントを始めた。
1983年、日本テレビ『お笑いスター誕生!!』に、メガネとペコと共に挑戦。5週勝ち抜いて、銀賞を受賞した。
1985年、牧野エミ・升毅・立原啓裕による演劇ユニット「売名行為」を発足。しかし旗揚げ公演終了後、すぐに脱退してしまう。
1992年、劇団パロディフライを旗揚げ。自分ではCEOと称している。最高経営責任者と言う本来の意味より「ちょっとエロいおっさん」をもじった洒落で使うことが多い。
1995年の阪神・淡路大震災では、毎日放送から依頼を受け、地震発生の翌日からリポーターとして被災地を取材。毎日放送のテレビ『宵待5』でリポートを入れていた。翌1996年には、防災問題を取り上げた毎日放送のラジオ『ネットワーク1・17』のパーソナリティに抜擢され、2008年まで12年にわたって務めた。
2003年9月29日から2009年7月3日まで、朝日放送ラジオ『全力投球!!妹尾和夫です』のメインパーソナリティを務めていた。好きなプロ野球チームは阪神タイガースであり、ラジオ番組内で阪神の話題を積極的に取り上げていた。また、サッカーや相撲など、他のスポーツの話題も積極的に取り上げていた。
2009年4月6日から始まった関西テレビ『アップ&UP!』で同年7月13日に番組のリニューアルがあり、その中の月曜コーナー「ニュースでヒートUP!」で"ニュースしゃべり隊"の1人として不定期出演するが、3ヵ月後の10月13日に番組が再度リニューアル（『あっぷ&UP!』に改題）した為コーナー終了。
2010年3月4日から朝日放送テレビ『せのぶら!』のパーソナリティを担当。同年3月には毎週木曜日に「パイロット版」で放送し、同年4月より月〜木曜日の午前中（10:53-11:20）にレギュラー放送されている。また、2010年4月より、朝日放送ラジオ『とことん全力投球!!妹尾和夫です』・KBS京都ラジオ『妹尾和夫のパラダイスKyoto』を担当している。
キャラ立てで40歳頃からピンクを愛用しているが、本来の好きな色は白である。

## 現在の出演番組
- 妹尾和夫と安井牧子の「かけ込みラジオ！」（RADIO BALLOON）
- 妹尾和夫のパラダイスKyoto（KBS京都ラジオ、2010年4月9日 -、メインパーソナリティ）
- せのぶら本舗（朝日放送テレビ、2017年10月2日 - ）

## 過去の出演番組

### バラエティ・情報番組
- 宵待5（毎日放送テレビ、リポーター）
- ムーブ!（朝日放送テレビ、金曜コメンテーター（不定期））
- せのぶら!（朝日放送テレビ、2010年3月 - 2014年3月31日、メインパーソナリティ）
- Aタイム（関西テレビ、メイン司会、1991年）生放送の帯番組。39歳の頃、「灯火（とうか）」を「とうひ」と20回くらい連呼し900本以上の抗議の電話が殺到した。「笑っていいとも!」のタモリの記録を抜いた。取締役に呼ばれ注意を受けた。
- アップ&UP!（関西テレビ、月曜準レギュラー（不定期））
- かんさい情報ネットten!（読売テレビ、2009年4月10日 - 2013年3月22日 金曜レギュラー）

### テレビドラマ
- 必殺シリーズ（朝日放送 / 松竹）
  - 必殺仕事人
    - 第30話「酔技田楽突き」（1979年12月14日）- 魚辰
    - 第57話「逆さ技大どんでん崩し」（1980年6月27日）- 香太郎

  - 必殺仕舞人
    - 第4話 「江差追分母娘の別れ -北海道・江差-」（1981年2月27日）- 源次

  - 新・必殺仕事人
    - 第24話「主水泣いて減食する」（1981年10月30日））- 藩士・前川
- 土曜ワイド劇場
  - 「映画村殺人事件愛の邪魔者を消せ！」（1980年5月24日、朝日放送 / 東映）- 刑事
  - 「純愛連続殺人2 すすり泣く水子地蔵」（1982年3月20日、朝日放送）
  - 「天使が消えていく」（2010年10月30日、朝日放送）
- 服部半蔵・影の軍団 第22話「恐怖の仕掛人」（1980年、関西テレビ / 東映）- 三造
- 赤かぶ検事奮戦記（朝日放送 / 松竹）第2話「被告人、名無しの権兵衛」（1980年、朝日放送 / 松竹） - 若い男
- 柳生あばれ旅　第14話「忍者が泣いた港町 -吉田-」（1981年、テレビ朝日 / 東映） - 留吉
- 悪党狩り第19話「大江戸恨み節」（1981年、東京12チャンネル・松竹・藤映像コーポレーション）
- 長七郎天下ご免! （テレビ朝日 / 東映）
  - 第62話「紅花・たそがれ親不孝」（1981年） - 下働きの男
  - 第107話「げんこつ涙の子守唄」（1982年） - 利松
- 暴れん坊将軍シリーズ（テレビ朝日  / 東映）
  - 吉宗評判記 暴れん坊将軍
    - 第129話「父よあなたは偉かった」（1980年） - 紋次
    - 第184話「影に踊らされた男」（1981年） - 神保弥七郎
    - 第199話「最後に微笑った悪い奴」（1982年） - 文七

  - 暴れん坊将軍II
    - 第26話「五郎左の寝所に忍んだ女」（1983年） - 水野多聞
    - 第74話「猫に小判の父娘船!」（1984年） - 万吉

  - 暴れん坊将軍III
    - 第73話「青き勾玉の秘密」（1989年）
- 銭形平次　第793話「鶴が殺した」（1982年1月6日、フジテレビ / 東映）
- 水戸黄門 第12部 第24話「白いお髯の大親分 -追分-」（1982年2月8日、TBS / C.A.L） - 仔分
- 部長刑事 第1218回「浪花B・ブラザーズ奮戦す」（1982年2月27日、朝日放送）
- 時代劇スペシャル「清水次郎長　男の涙 石松の最后」（1982年4月30日　フジテレビ / 東映・オフィス・ヘンミ） - 常吉
- 源九郎旅日記 葵の暴れん坊 第11話「「波切 潮鳴り 悪を斬る」（1982年、テレビ朝日 / 東映） - 由松
- 弐十手物語 最終話「越前誘拐! 三十一文字の謎」（1984年、フジテレビ / 東映）
- 影の軍団 幕末編 第8話「殺しの鈴は闇に鳴る」（1985年） - 石川拓馬
- 東芝日曜劇場
  - 「いつかライオンの夢を」（1992年7月12日、毎日放送） - 小島[12][13][14]
- ドラマ30 （毎日放送）
  - いのちの現場からII（1994年） - 吉田秀行
  - いのちの現場からⅢ（1995年） - 吉田秀行
  - 君のままで（2000年 - 2001年）
  - デザイナー（2005年） - 片岡専務
- 風に向って走れ!芸大女子駅伝部（2010年5月、朝日放送・大阪芸術大学　産学協同ドラマ）
- H-code〜愛しき賞金稼ぎ〜（2007年、朝日放送）
- 花園オールドボーイ（2014年2月11日、NHK総合） - 加藤順
- 土曜ドラマ「ボーダーライン」第1話、第5話（2014年10月4日、11月1日、NHK総合）
- 破門 第3話（2015年、BSスカパー!） - 土屋光春
- 連続テレビ小説 ブギウギ（2023年、NHK） - 熱々先生[15]

### アダルト
- ちょっとすみません -Vol.3- ゆかりと本番しませんか？ 竹下ゆかり （VHS 1984年製作 メーカー ダイプロ）-唯一のAV出演

### ラジオ
- 全力投球!!妹尾和夫です（朝日放送ラジオ、2003年9月29日 - 2009年7月3日）
- ABCパワフルアフタヌーン・とことん全力投球!!妹尾和夫です（朝日放送ラジオ、2010年4月6日 - 2018年3月27日、メインパーソナリティ）
- 全力投球!!妹尾和夫です。サンデー（朝日放送ラジオ 、2018年4月8日 - 2021年9月26日、メインパーソナリティ）
- おはようパーソナリティ道上洋三です（朝日放送ラジオ、2012年以前にも道上の代役で出演したことがある）
- ニッサンおじゃマップKANSAI（朝日放送ラジオ、ラジオカーリポーター）
- 妹尾和夫の夕刊探検隊（朝日放送ラジオ）
- フレッシュアップモーニング ファイト!DO曜日です（朝日放送ラジオ）
- ウィークエンドネットワーク（毎日放送ラジオ・企画ネットによる出演。）
- ネットワーク1・17（毎日放送ラジオ、1996年4月 - 2008年3月24日）
- 歌謡曲朝一番（ラジオ大阪）[1]

## CM
- 法律事務所ホームワン（朝日放送ラジオ・関西ローカル限定スポットCM）

## CD
- 「人生晴れたり曇ったり」（アコースティックデュオsmileとのコラボレーションCD、2008年11月12日発売）

## 駅放送
- 近畿日本鉄道の駅発車・接近放送

殆どのローカル駅の固定音声放送と、南大阪線系統の主要駅（大阪阿部野橋駅・藤井寺駅を除く）の詳細放送を担当。
※以前は名古屋線系統をはじめとした東海地区（厳密には名古屋営業統括部に属する大阪線榊原温泉口駅より東）の主要駅の詳細放送も担当していたが、2010年度に予定されている同線区の列車運行管理システム導入に付随してか、2007年から2010年にかけて別の担当者の声のものに順次更新され、殆ど姿を消している。
※青山町駅以西の主要駅（南大阪線系統とけいはんな線を除く）の男声担当は基本的に津田英治（大阪阿部野橋駅・藤井寺駅も担当）。